# Südniederfränkisch
Südniederfränkisch ist eine niederfränkische Dialektgruppe. In den Niederlanden und Belgien werden diese Dialekte meistens Ostniederfränkisch genannt oder in den umfassenderen Begriff Limburgisch einbezogen.
Seit 1997 sind die Dialekte der niederländischen Provinz Limburg (die hauptsächlich zum Südniederfränkischen gehören) unter der Bezeichnung „Limburgisch“ in den Niederlanden als Regionalsprache in die Europäische Charta der Regional- und Minderheitensprachen aufgenommen.

## Bezeichnungen
Sowohl in der deutschen als auch in der niederländischen wissenschaftlichen Literatur ist die Bezeichnung „Südniederfränkisch“ für diese Dialektgruppe bekannt. In der Praxis wird in den Niederlanden und Belgien jedoch auch der Begriff „Limburgisch“ für die Dialekte der niederländischen als auch der belgischen Provinz Limburg verwendet. Limburgisch in diesem Sinne umfasst einen Großteil der südniederfränkischen Varietäten, aber auch nordniederfränkische Dialekte und eine kleine Gruppe ripuarischer Varietäten. In der sprachwissenschaftlichen Literatur gibt es keine einheitliche Definition von „Limburgisch“, da dieser Begriff manchmal aus soziolinguistischer oder politischer Sicht und manchmal anhand von Isoglossen oder spezifischeren Sprachmerkmalen definiert wird.
Zu bedenken ist, dass erst 1815 eine Provinz namens Limburg eingerichtet worden war, und zwar auf einem Gebiet, das nicht deckungsgleich mit dem früheren Herzogtum Limburg ist. Der Name für die Provinz war etwas willkürlich gewählt worden. Diese Provinz wurde nach 1830 in einen belgischen und einen niederländischen Teil geteilt. „Limburgisch“ für eine Dialektgruppe ist also kein alter, traditioneller Name, sondern hat sich erst im 19. Jahrhundert eingebürgert.

## Verbreitung
Legende:

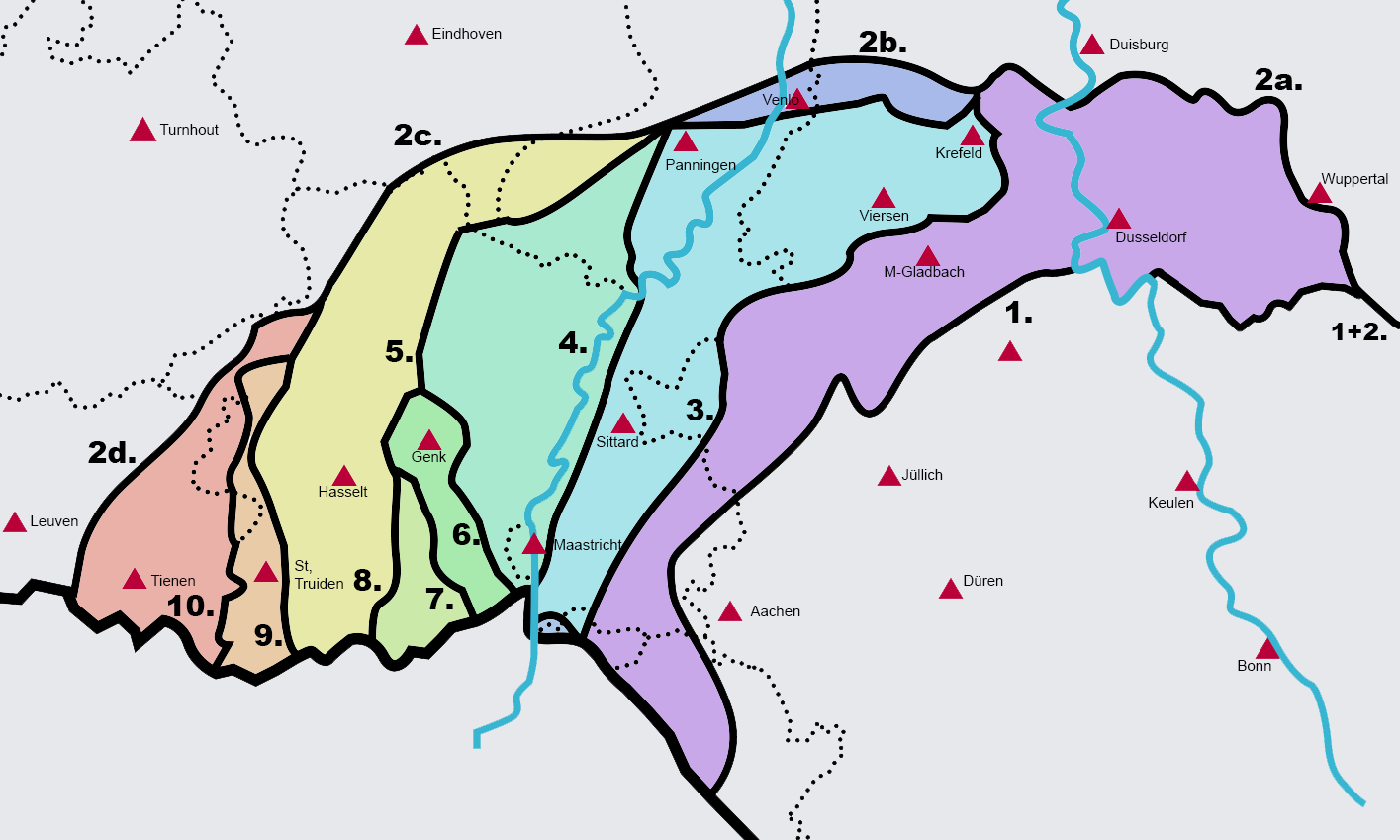
Gliederung des südniederfränkischen Dialektraumes nach Isoglossenzonen (Goossens 1965)

Das Südniederfränkische wird heute in den Niederlanden (Niederländisch-Limburg), Belgien (Belgisch-Limburg und nordöstlich von Lüttich) und im angrenzenden Deutschland (Nordrhein-Westfalen rund um die Städte Heinsberg, Mönchengladbach, Düsseldorf, bis Krefeld, Neuss und Duisburg)  gesprochen.

Von der dortigen Verwaltung werden alle Dialekte der niederländischen Provinz Limburg heute zum Limburgischen gerechnet. So wird auch das südniederfränkisch-nordniederfränkische Übergangsgebiet von Venlo zum Limburgischen und damit zum Südniederfränkischen gezählt, obwohl diese Dialekte zahlreiche brabantische Kennzeichen haben. Daneben existieren einige kleine dem Aachener Platt ähnliche ripuarische Dialekte (zum Beispiel Kirchrather, Völser, Simpelvelder und Bocholtzer Platt). In der niederländischen Provinz Limburg fallen sie sprachlich gesehen eher aus dem Rahmen. Dort werden sie manchmal Zuidoost-Limburgs im Sinne von ‚Platt von Süd-Ost-Limburg‘ genannt, während deutsche Linguisten sie dem Mittelfränkischen zurechnen, das sonst in den Niederlanden nicht vorkommt.

Das Südniederfränkische stellt eine überwiegend einheitliche Sprachform innerhalb des Dialektkontinuums dar. Seine Teildialekte im Nordosten Belgiens, im Südosten der Niederlande und in Westdeutschland werden in einer staatlichen Zuordnung auch als belgisch-limburgische, niederländisch-limburgische und deutsch-limburgische Dialekte bezeichnet.

Der Rheinische Fächer ist die Sammlung der Isoglossen, die die Sprachgrenzen zwischen den Sprachräumen im besagten Gebiet beschreibt. Da sich das Südniederfränkische im Westen im Limburgischen in den Niederlanden und dem angrenzenden Belgien fortsetzt, wurden die Sprachen im deutschen Teil des Dialektgebiets auch als Ostlimburgisch bezeichnet. Heute wird dieser Begriff eher auf ein enges Grenzgebiet in der Provinz Limburg und im benachbarten deutschen Gebiet bis Krefeld und Viersen beschränkt.

## Status

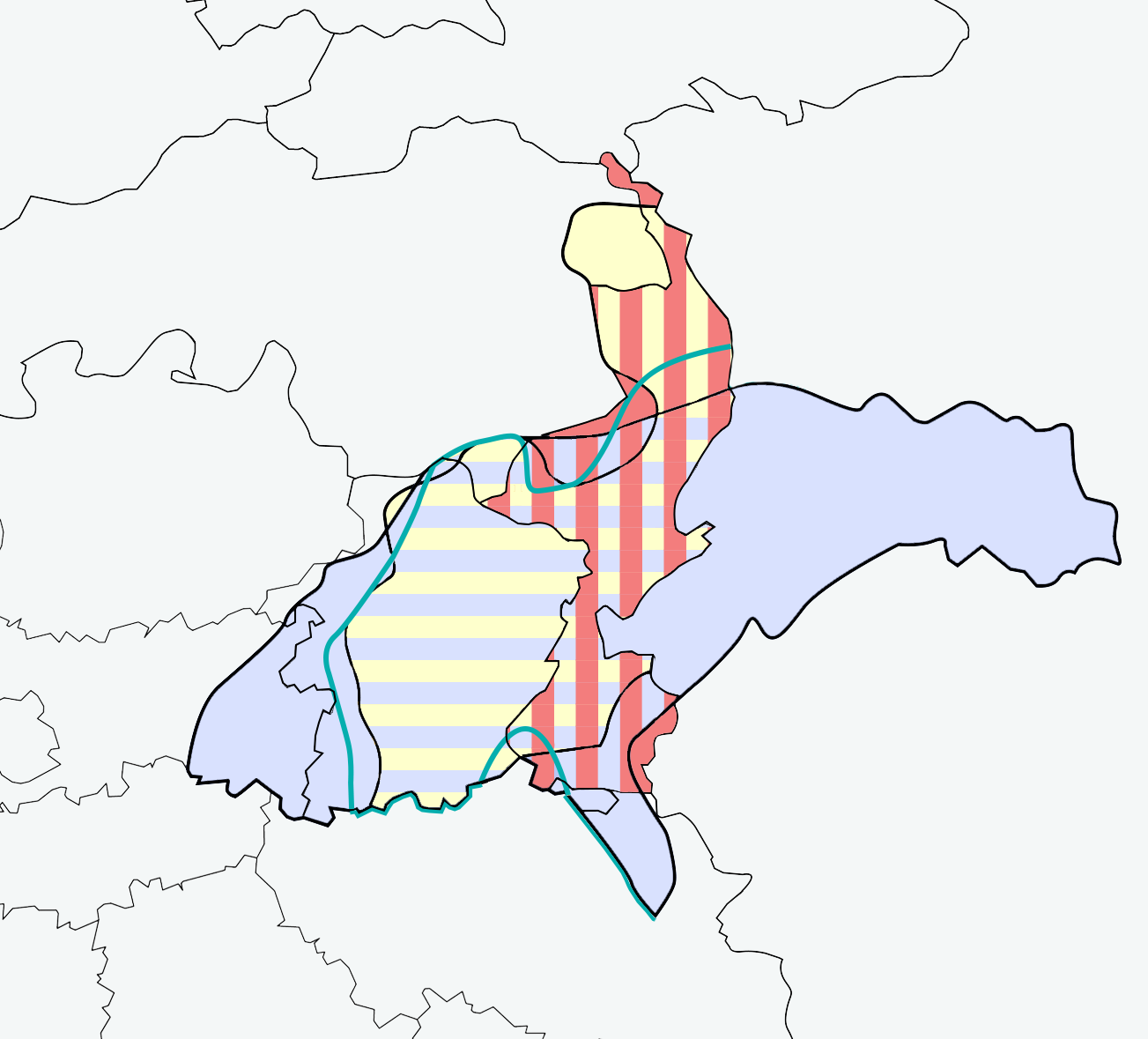
Karte mit Vier unterschiedliche Definitionen von „Limburgisch“.
Legende:
Südniederfränkisch einschließlich Übergangsdialekte und ohne interne Unterteilungen.
Die „Limburg-Gruppe“ (ohne Unterdialekte) basierend auf der Methode der „feature frequency“.
Die von der niederländischen Regierung als „Limburgisch“ anerkannte Regionalsprache, d. h. alle Dialekte der niederländischen Provinz Limburg.
Definition von „Limburgisch“ basierend auf Tonakzent und niederländischer Dachsprache.

In den Niederlanden genießen alle einheimischen Dialekte, die in der niederländischen Provinz Limburg gesprochen werden, seit 1997 einen geschützten Status nach Teil 2 der Europäischen Charta der Regional- oder Minderheitensprachen. Dies verpflichtet die Regierung zur Förderung der Sprache, ohne dass daraus weitere Rechte abgeleitet werden können. Die niederländische Anerkennung der Limburger Dialekte ist nicht unumstritten.
Der direkte Anlass für die Aufnahme des Limburgischen in die Europäische Charta war die niederländische Anerkennung des Niederdeutschen (bzw. Niedersächsisch (Niederlande)) im Jahr 1996. Dies veranlasste die Provinz Limburg und den Limburger Dialektverein „Veldeke“ dazu, eine Arbeitsgruppe einzusetzen, um zu prüfen, ob eine ähnliche europäische Anerkennung auch für das Limburgische möglich sei. Eine Arbeitsgruppe von drei Sprachwissenschaftlern kam zu dem Schluss, dass das Limburgische in gleichem Maße den festgelegten Kriterien entsprach wie das Niedersächsische und somit für eine Anerkennung in Frage käme. Diese Empfehlung wurde 1997 ohne weitere inhaltliche Prüfung von der niederländischen Regierung übernommen.
Im Rahmen der Charta wird das „Limburgische“ rechtlich als „die Regionalsprache, die in verschiedenen Varianten in der niederländischen Provinz Limburg gesprochen wird“ definiert. Dies steht im Einklang mit der Empfehlung der Veldeke-Arbeitsgruppe, die ausdrücklich feststellte, dass die Anerkennung des Limburgischen „nicht als Eingriff in die wissenschaftliche Terminologie oder die sprachliche Praxis verstanden werden sollte, sondern als eine öffentlich-rechtliche Anerkennung der kulturellen Vielfalt innerhalb der Limburger Dialekte und ihrer Stellung im Verhältnis zum Standardniederländischen“. Wegen dieser geografischen Definition genießen auch einige Dialekte Schutz, die typologisch nicht südniederfränkisch, sondern ripuarisch, kleverländisch oder brabantisch sind.

### Kritik
Die Anerkennung der Limburger Dialekte hat sich aus verschiedenen Gründen als umstritten erwiesen. In Belgien wurde ein ähnlicher Antrag abgelehnt, und mehrere Sprachwissenschaftler bezeichneten die Anerkennung des Limburgischen in den Niederlanden als rein symbolisch. Die Nederlandse Taalunie äußerte Unmut darüber, dass sie als offizielles Beratungsorgan nicht in den Antrag der Provinz Limburg einbezogen wurde. Im Jahr 2000 räumte die niederländische Regierung ein, dass es klüger gewesen wäre, den Antrag der Provinz Limburg der Taalunie zur Prüfung vorzulegen. Infolgedessen wurde festgelegt, dass zukünftige Anträge der Taalunie vorgelegt werden sollen. Ein späterer Antrag, auch Seeländisch als anerkannte Regionalsprache in die Charta aufzunehmen, wurde in der Folge abgelehnt.

## Sprecherzahl
Für die Varianten des Südniederfränkischen gibt die Limburgse Academie eine Sprecherzahl rund 1,2–1,5 Millionen Menschen an (Stand Oktober 2021).

## Beispiele
- (Doenraads, NL-Ost-Limburgisch:) „Ich höb nog efkes/kort (aaf)gewach, (of dat,) wat-se/sdoe mich zègke wols/wous.“
  - (D) „Ich habe noch kurz abgewartet, was Du mir sagen wolltest.“
  - (NL) „Ik heb nog even afgewacht wat U/je me wilde zeggen.“
- (Doenraads) „In de wèntjer sjtuuve/vlege/wejje die druuëg blaar doeër de loech róntj-en-om / erom.“
  - (D) „Im Winter fliegen die trockenen Blätter in der Luft herum.“
  - (NL) „In de winter waaien de droge bladeren rond in de lucht.“
- (Doenraads) „'T zal zoeë/gliek oetsjejje/ophuuëre te/mit sjnejje, dan wèrt 't waer waer baeter.“
  - (D) „Es hört gleich auf zu schneien, dann wird das Wetter wieder besser.“
  - (NL) „Het zal zo/gelijk ophouden met sneeuwen, dan wordt het weer weer beter.“
- (Doenraads) „Hae is (vuur) vaer of zös waeke (truuk) gesjtorve.“
  - (D) „Er ist vor vier oder sechs Wochen gestorben.“
  - (NL) „Hij is vier of zes weken geleden gestorven“
- (Doenraads) „'T vuur waor te heet, de keuk zènt (jao) ónger / aan den óngerkantj gans zjwart versjruijt/aagebrent.“
  - (D) „Das Feuer war zu heiß, die Kuchen sind ja unten ganz schwarz gebrannt.“
  - (NL) „Het vuur was te heet, de koeken zijn aan de onderkant helemaal zwart aangebrand.“
- (Doenraads) „Hae deet die eikes/eier ömmer zónger zout en paeper aete / Hae èt die eikes/eier ömmer zónger zout en paeper.“
  - (D) „Er isst die Eier immer ohne Salz und Pfeffer.“
  - (NL) „Hij eet de eitjes altijd zonder zout en peper./ Hij doet de eitjes altijd zonder zout en peper eten.“

## Geschichte
Das Südniederfränkische entwickelte sich überwiegend aus den Dialekten des Ostniederfränkischen. Seit dem 8. Jahrhundert hatte das Althochdeutsche unter den Merowingern und Karolingern einen starken Einfluss auf diese Sprachvarianten. Besonders die Städte Aachen, Lüttich und Köln waren die Zentren, von denen der Einfluss ausging.
Im 12. Jahrhundert endete dieser sprachliche Einfluss links der Maas (überwiegend das heute belgische Limburg), da die betreffende Region begann, sich nach Westen zu orientieren. Nun nahmen Städte wie Gent, Brügge und Ypern jene Position ein, die vorher Aachen, Lüttich und Köln innehatten.
1288 fiel das Herzogtum Limburg nach der Schlacht von Worringen an das benachbarte Herzogtum Brabant. So übernahm das Südniederfränkische wie die meisten anderen niederfränkischen Varianten viele Kennzeichen der brabantischen Dialekte. Man spricht hier von der sogenannten Brabanter Expansion. Dieses Wechselspiel des sprachlichen Einflusses zwischen dem Rheinland und Brabant sollte sich in dieser Dialektgruppe öfters wiederholen.
Der Duisburger Johanniter Johann Wassenberch führte im 15. und 16. Jahrhundert regelmäßig Aufzeichnungen über lokale und weltweite Ereignisse, die Aufschluss über die damalige Sprache am Niederrhein geben:
’s doenredachs dair nae woerden die twe gericht ende op raeder gesatt. Eyn gemeyn sproeke: ‚Dair nae werck, dair nae loen‘. Die ander vyf ontleipen ende entquamen dat doch nyet goit en was.
(oe = u, ai = aa, ae = aa)
„Am Donnerstag danach wurden die zwei gerichtet und auf Räder gesetzt. Ein bekannter Spruch: ‚So wie das Werk, so der Lohn‘. Die anderen fünf flohen und entkamen, was nicht gut war.“
Nld. „De volgende donderdag werden de twee veroordeeld en op raderen gezet. Een bekend gezegde: ‚Zoals het werk, zo is het loon‘. De andere vijf ontliepen [het] en ontkwamen, wat toch niet goed was.“
Rowwen Hèze ist eine limburgischsprachige Band.

## Einstufung in Sprachgruppe
Die südniederfränkische Dialektgruppe besitzt Spracheigenschaften, die sie zum einen mit der niederfränkischen und zum anderen mit der mitteldeutschen Sprachgruppe teilt. (Einen genaueren Überblick auf die Spracheigenschaften bietet der nächste Abschnitt.)
Aufgrund dessen wird es unterschiedlich klassifiziert:
1. Die Vertreter der „niederfränkischen Theorie“ stellen das Limburgische zu den niederfränkischen Dialekten, da es sich – mit Ausnahme des Umlandes von Kerkrade – nördlich der Benrather Linie befindet. Das heißt, dass das Wort machen auch im Südniederfränkischen als maken ausgesprochen wird.
2. Dagegen stehen die Vertreter der „mittelfränkischen Theorie“, die feststellen, dass das Limburgische sich südlich der Uerdinger Linie befinde. Das heißt, auch im Südniederfränkischen wird das Wort ich als iech bzw. als hochdeutsches ich ausgesprochen. Teilweise wurde auch die mich-Linie als Grenze genommen, die das Venloer Platt dem mitteldeutschen Bereich zuschlägt.

Die Uerdinger Linie galt im Allgemeinen als Trennlinie des Südniederfränkischen von den nordniederfränkischen Mundarten des Kleverlandes. Das heute als Südniederfränkisch bezeichnete Sprachgebiet in Deutschland weist dagegen überwiegend die ich-Nebenform ech auf. Es gibt das als ostbergisch bezeichnete Übergangsgebiet, dem Gebiet zwischen dem zwischen Benrather und Uerdinger Linie gelegenen Teil des Südniederfränkischen und dem Kleverländischen sowie dem Westfälischen, bereits die ik-Nebenform ek. Diese ostbergische Eigenschaft ist im Kleverländischen ebenfalls vorhanden. Dies rechtfertigt jedoch keine dem gemäße Aufspaltung des Bergischen.
Einzig und allein die Dialekte von Kerkrade und seiner unmittelbaren Umgebung wurde von allen als „ripuarisch-deutscher Dialekt“ anerkannt und eindeutig als „mitteldeutscher Dialekt“ eingestuft.
Theodor Frings stellte in seinen Studien die Theorie auf, dass es ein spezielles Dialektkontinuum gebe, das er in seinen Schriften als Ostlimburgisch-Ripuarisches Übergangsgebiet bezeichnete. Diese Theorie wurde von anderen Germanisten weiterentwickelt, und diese bezeichnen das limburgische Dialektgebiet heute als Südniederfränkisch, ohne eine explizite Einstufung in das nieder- oder mittelfränkische Dialektgebiet. Für die limburgisch-kleverländischen Sprachstufen des Mittelalters wird heute die neutrale Bezeichnung Rhein-Maasländisch verwendet, um diese Sprachstufen nicht als „niederländisch“ oder „deutsch“ einstufen zu müssen. Das trägt der Tatsache Rechnung, dass das Limburgische (und auch das Kleverländische) in diesem Übergangsgebiet viele Übereinstimmungen mit beiden benachbarten Sprachen hat. Mit der Zusammenfassung des gesamten Niederrhein-Maasgebietes zum „Rhein-Maasländischen“ wurde auch der Dialektraum des Kleverländischen mit einbezogen.
Das im 12. Jahrhundert im Rhein-Maas-Dreieck aufgekommene Rhein-Maasländisch wies zwar viele Elemente der regionalen Mundarten auf, ist aber nicht ohne Weiteres mit diesen gleichzusetzen. Das an Rhein und Maas gesprochene niederrheinische Platt war die Sprache der  – oft schreibunkundigen – einfachen Leute; Rhein-Maasländisch dagegen war die geschriebene Sprache der gehobenen Stände und Kanzleien und hatte Latein als Schreibsprache weitgehend abgelöst, bis es ab dem 16. Jahrhundert selbst an Bedeutung verlor; einerseits zugunsten des sich über Köln nach Norden ausbreitenden „Hochdeutschen“, andererseits zugunsten einer in den heutigen Niederlanden entstehenden eigenen Schriftsprache. Allerdings konnte sich die „hochdeutsche Schriftsprache“ nicht überall am Niederrhein gleich schnell verbreiten. Über einen längeren Zeitraum existierten in manchen Städten (u. a. in Geldern, Kleve, Wesel, Krefeld) Deutsch und Niederländisch nebeneinander und Erlasse wurden in beiden Schriftsprachen herausgegeben.
Ab dem 18. Jahrhundert war die sprachliche Trennung zwischen (deutschem) Niederrhein und (niederländischem) Maasgebiet abgeschlossen. Rhein-Maasländisch als Schriftsprache verschwand, die neuen Hoch- und Schriftsprachen gingen getrennte Wege. Kleverländisch (Nordniederfränkisch) und Limburgisch (Südniederfränkisch) als gesprochene Mundarten aber hielten sich jedoch grenzübergreifend bis in die Neuzeit.

## Spracheigenschaften
So wie einige andere indogermanische Sprachen – Serbokroatisch, Slowenisch, Norwegisch, Schwedisch und Luxemburgisch – nutzt das Südniederfränkische einen sogenannten Tonakzent, was ihm einen sehr melodisch anmutenden Klang verleiht. Es hat zwei Töne, den sogenannten Stoßton (stoottoon) und den Schleifton (sleeptoon). Beide Töne beginnen hoch und fallen dann ab. Der Schleifton endet aber mit einem erneuten Anstieg, während der Stoßton tief bleibt. Es gibt zwei zie geschriebene Wörter; die Bedeutung mit Stoßton ausgesprochen ist „Seite“, mit dem Schleifton aber „Frau“.
Zum Südniederfränkischen zählen heute folgende Dialekte:
- In den Niederlanden und Belgien
  - Getelands (West-Limburgisch-Brabantisch aber immer noch "ich maak" und weiter "mich, oech" und zum Teil auch nog "ooch").
  - Westlimburgisch (gij-Limburgisch) im Gebiet Hasselt-Tongern.
  - mich-Quartier im Gebiet Venlo und Umgebung.
  - Zentral-Limburgisch im Gebiet Genk-Maastricht. (Beispiel: ich ‚ich‘, maake ‚machen‘, loope ‚laufen‘, sjommel ‚Schaukel‘, gèzìt ‚Zeitung‘, trein ‚Zug‘, weer ‚wir‘)
  - Ost-Limburgisch im Gebiet Sittard-Roermond. (Beispiel: èch ‚ich‘, make ‚machen‘, loupe ‚laufen‘, sjógkel ‚Schaukel‘, gezèt ‚Zeitung‘, trein ‚Zug‘, veer ‚wir‘)
  - Südostlimburgisch im Gebiet um Kerkrade und Vaals. (Beispiel: ich/isj ‚ich‘, mache ‚machen‘, lofe ‚laufen‘, sjokkel ‚Schaukel‘, tsidung ‚Zeitung‘, zog ‚Zug‘, viir ‚wir‘)[16]
- In Deutschland
  - Im Gebiet Viersen-Krefeld (Krieewelsch)-Neuss-Düsseldorf-Heinsberg-Mönchengladbach,
  - als Bergisch auch in Mettmann, Solingen, Remscheid, Velbert, Neviges, Heiligenhaus und Wülfrath

Diese Einteilung basiert v. a. auf dem Vorkommen des Postalveolars „sch“, ein Phonem, das im Westlimburgischen, wie im Standard-Niederländischen, unbekannt ist, also nur in Fremdwörtern auftaucht, im Ostlimburgischen dagegen wie im Deutschen vor den Konsonanten l, m, n, p, t vorkommt und teilweise, bei Eupen und Kerkrade im Osten, auch vor „w“. Damit steht der limburgische Dialekt linguistisch als Übergang zwischen dem Kleverländischen und dem Ripuarischen. In Deutschland, wo es am mittleren und südlichen Niederrhein, in Düsseldorf und in Teilen des Bergischen Landes gesprochen wird, wird das „Limburgische“ häufig gemeinsam mit dem Kleverländischen als „niederrheinische“ oder „niederfränkische Sprache“ zusammengefasst.
In den Niederlanden und in Belgien wird die Grenze des Betonungsgebiets als Grenze des Südniederfränkischen angenommen. Innerhalb dieses Gebiets unterscheidet man zwei unterschiedliche Weisen, auf die man eine lange Silbe aussprechen kann.
Jüngere Publikationen bezeichnen die Sprache Limburgisch als den „kulturellen Kitt“ der Euregio Maas-Rhein um Hasselt, Aachen, Venlo und Mönchengladbach. Sie entwickelte sich in der Zeit des Mittelniederländischen, also etwa seit 1350, als die Jahrhunderte später erfolgte Trennung zwischen Deutsch und Niederländisch in der heutigen Form noch nicht existierte. Ihre weitere Bildung wird unter anderem auf den Einfluss der altkölschen Sprache zurückgeführt, der von Trier bzw. Koblenz bis Xanten wirkte.